# Бретшнайдер, Карл Антон
Карл Антон Бретшнайдер (нем. Carl Anton Bretschneider; 27 мая 1808, Шнеберг — 6 ноября 1878, Гота) — немецкий математик. Автор работ по геометрии, теории чисел, истории геометрии.

## Биография и научная деятельность
Родился в семье пастора, известного богослова Карла Готлиба Бретшнайдера. В 1826 году по настоянию отца стал изучать право в Лейпцигском университете, но одновременно увлёкся математикой и слушал лекции Мёбиуса. По окончании обучения, с трудом уговорив отца, он начал работать школьным учителем математики и географии, в то же время занимается собственными научными исследованиями, публикует статьи.
В геометрии получило известность выведенное им в 1842 году «соотношение Бретшнайдера». В 1843 году он предложил общепринятые ныне сокращения si и ci для интегрального синуса и интегрального косинуса, а также ввёл современное обозначение {\displaystyle \gamma } для постоянной Эйлера — Маскерони (1837).

## Основные труды
- Theoriae logarithmi integralis lineamenta nova. Crelle Journal, vol.17, p. 257-285 (submitted 1835)
- Beiträge zur sphärischen Trigonometrie, Crelles Journal 13, 1835, S. 85–92
- Beiträge zur sphärischen Trigonometrie. (Schluß), Crelles Journal 13, 1835, S. 145–158
- Theoriae logarithmi integralis lineamenta nova, Crelles Journal 17, 1837, S. 257–285
- Untersuchung der trigonometrischen Relationen des geradlinigen Viereckes, Grunert-Archiv 2, 1842, S. 225–261
- Tafeln für die Zerlegung der Zahlen bis 4100 in Biquadrate, Crelles Journal 46, 1853, S. 1–23